# Alfred Neu
Karl Alfred Eugen Neu (* 21. Dezember 1871 in Reichenbach im Vogtland; † 17. November 1969 in Leipzig) war ein deutscher Jurist und Politiker (SPD, SED).

## Leben
Alfred Neu wurde als Sohn eines Schneiders geboren. Nach dem Schulbesuch absolvierte er von 1893 bis 1896 ein Studium der Rechtswissenschaft, praktizierte von 1901 bis 1922 als Rechtsanwalt in Leipzig und wurde anschließend Präsident des dortigen Amtsgerichtes. Außerdem war er seit 1922 er als Direktor am Landgericht Leipzig tätig. Er trat 1910 in die SPD ein und war von 1926 bis 1933 Mitglied des Sächsischen Landtages. Vom 15. August 1923 bis zum 4. Januar 1924 amtierte er als Justizminister in den von den Ministerpräsidenten Erich Zeigner und Alfred Fellisch geführten Regierungen des Freistaates Sachsen. Gleichzeitig war er Bevollmächtigter Sachsens zum Reichsrat. Darüber hinaus war er bis 1933 Mitglied des Republikanischen Richterbundes und Vorsitzender der Leipziger Ortsgruppe der Deutschen Liga für Menschenrechte.
Neu wurde 1933 von den Nationalsozialisten als Leipziger Landgerichtsdirektor entlassen. Von 1935 bis 1945 arbeitete er als Stundenbuchhalter. Nach dem Kriegsende war Neu von 1945 bis 1951 Präsident des Landgerichtes Leipzig und wirkte von 1951 bis 1961 als Rechtsberater für die Leipziger Volkszeitung. Er trat 1946 in die SED ein und war von 1945 bis 1951 Stadtverordneter in Leipzig.